# Leopold Petri
Martin Heinrich Herrmann Leopold Petri (* 10. Mai 1876 in Küstrin; † 29. Mai 1963 in Bremen) war ein deutscher Jurist, Richter und Polizeipräsident in Bremen.

## Biografie
Geboren wurde Martin Heinrich Herrmann Leopold Petri als Sohn des Oberpfarres und späteren Superintendenten Moritz Leopold Petri und seiner Ehefrau Anna Christina geb. Donandt am 10. Mai 1876 in Küstrin. Nach seinen Schulbesuchen in Küstrin und Sorau studierte Petri ab 1894  Rechtswissenschaften an den Universitäten in Erlangen, Göttingen und in Berlin. Im Dezember 1898, damals als Referendar am Kammergericht in Berlin tätig, promovierte er zum Dr. jur. an der juristischen Fakultät der Friedrich-Alexander-Universität Erlangen-Nürnberg über das Thema „Geschichte des Placet nach Zweck und rechtlicher Ausgestaltung. Ein Beitrag zur Geschichte des Kirchenstaatsrechts.“ Nach einigen Jahren bei der Staatsanwaltschaft in Lüneburg und Amtsrichter in Bremerhaven war er ab 1908 in Bremen bei der Polizeiverwaltung tätig und wurde 1912 als Regierungsrat zum Leiter der Kriminalabteilung der Polizeidirektion befördert. Im Ersten Weltkrieg geriet er als Verwundeter im November 1914 in russische Kriegsgefangenschaft und verblieb dort in Sibirien bis 1919. Nach dem Ersten Weltkrieg wurde er von einer sozialdemokratisch geführten Regierung unter Bürgermeister Karl Deichmann 1919 zum Polizeipräsidenten von Bremen ernannt. Petri war politisch nicht demokratisch oder republikanisch orientiert, sondern als Konservativer deutsch-national und so führte er auch sein Amt.
Petri wurde am 8. März 1933 bei der Machtübernahme durch die Nationalsozialisten von seinem Amt sofort beurlaubt. Sein Nachfolger war Richard Markert (NSDAP), den der Reichsminister des Innern Wilhelm Frick (NSDAP) zum neuen Bremer Polizeisenator ernannte. Der Kaufmann und NS-Fanatiker Theodor Laue (1893–1953) (NSDAP) übernahm kommissarisch die Aufgaben des Polizeipräsidenten und wurde am 18. März 1933 Senator für Recht, Polizei und innere Verfassung.
Petri trat zum 1. Mai 1933 der NSDAP bei (Mitgliedsnummer 2.829.693) und wurde als aufsichtsführender Richter an das Amtsgericht Bremerhaven versetzt, durfte aber weiterhin den Titel eines Polizeipräsidenten führen und bezog auch dessen Gehalt. 1939 wurde er als Amtsgerichtsrat a. D. pensioniert und war ab 1940 bis zur Entlassung 1945 als Hilfsrichter an den Amtsgerichten Bremen und Blumenthal tätig.
Ab 1928 gehörte Petri dem Bremer Kirchenausschuss an. Am 22. Februar 1933 wurde er Vizepräsident des neugewählten Kirchenausschusses und am 7. Juli 1933 zum Kirchenkommissar bestellt.
Mit bereits 75 Jahren hatte Leopold Petri ab 1951 die Leitung zum Wiederaufbau des Schwarzburgbundes inne. Neben seiner Mitgliedschaft in der christlichen Studentenverbindung Uttenruthia Erlangen (1894) war er noch Mitglied in weiteren Schwarzburgverbindungen, ab 1896 in der Burschenschaft Germania Göttingen und 1899 Gründungsmitglied der Burschenschaft Salingia Berlin.